# Аэропорт имени Султана Азлана Шаха

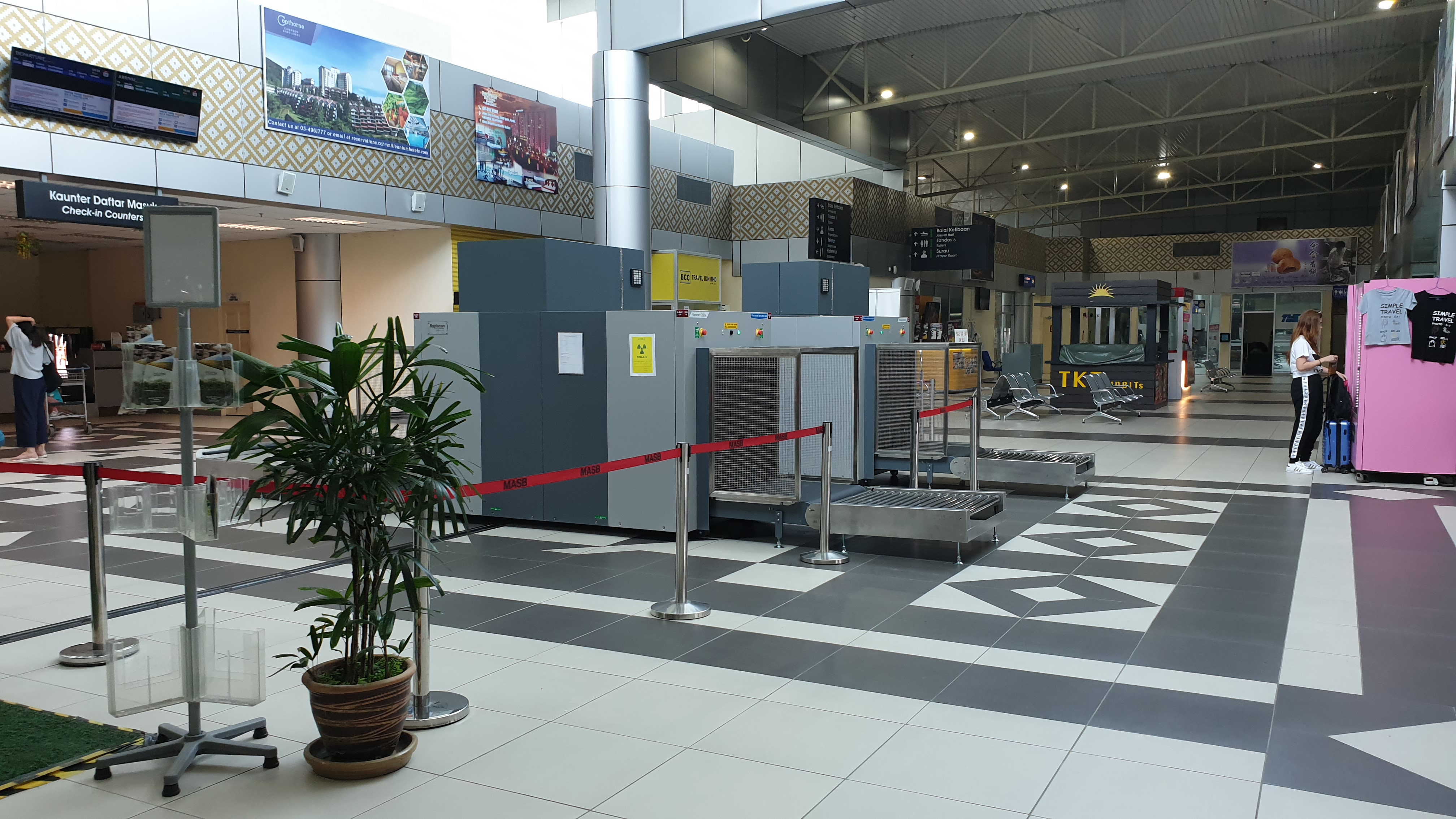
Зона прибытия аэропорта.

Аэропорт имени Султана Азлана Шаха (малайск. Lapangan Terbang Sultan Azlan Shah) (ИАТА: IPH, ИКАО: WMKI) — международный аэропорт, обслуживающий Ипох, город в штате Перак, Малайзия. Он расположен в 6 км от центра города. Аэропорт считается седьмым по загруженности в Малайзии.

## История
Аэропорт был основан как небольшой аэродром для самолетов Fokker, а в последствии он был расширен, чтобы сделать его пригодным для реактивных самолетов. Тогдашний новый терминал аэропорта был построен к визиту королевы Елизаветы II в Куала-Кангсар в 1989 году. В то время аэропорт использовался многими пассажирами как хаб Malaysia Airlines параллельно с аэропортом Субанга.
После открытия скоростной автомагистрали North–South Expressway многие люди предпочли использовать другие методы, а не часто более дорогой авиаперелет; из-за отсутствия спроса Malaysia Airlines, а затем AirAsia прекратили рейсы в аэропорт. После введения электропоездов, имеющих прямое сообщение с центром Куала-Лумпура, аэропорты Малайзии были вынуждены пересмотреть целесообразность работы аэропорта Ипоха.
В надежде обновить аэропорт для использования более крупными авиакомпаниями было построено новое здание аэровокзала и расширена взлетно-посадочная полоса. Длина новой взлетно-посадочной полосы была увеличена до 2000 метров, что позволило принимать более крупные самолеты, такие как Boeing 737 и Airbus A320. Ключевыми особенностями нового терминала были более крупные и просторные залы отправления и прибытия, полное кондиционирование воздуха в терминале и увеличенная пассажировместимость.
К сожалению, новая взлетно-посадочная полоса была оставлена только для турбовинтовых авиалайнеров из-за ряда выбоин. Несколько месяцев спустя проблема была решена, только для того, чтобы потом возникла повторная проблема. С тех пор взлетно-посадочная полоса безопасна и используется ежедневно.
Malindo Air запустила новый рейс в Медан в 2018 году.
AirAsia возобновила полеты из Джохор-Бару в Ипох в октябре 2018 года.
В декабре 2018 года AirAsia запустила рейсы в Сингапур из Ипоха.

## Будущее
После того, как правительство Малайзии осознало, что аэропорт не может продолжать расширяться из-за того, что он окружен жилыми районами, был предложен план нового аэропорта, который должен располагаться дальше от центра города, либо в Сери-Искандаре, либо в Батанг-Паданге недалеко от Тапаха. Однако в последующие годы никаких действий для реализации проекта предпринято не было.
Рассматривался альтернативный план использования Ипоха в качестве вспомогательного аэропорта, поскольку аэропорт не мог конкурировать с более крупными и более известными аэропортами в Пинанге и Куала-Лумпуре.
Несколько авиакомпаний упомянули о своем желании начать обслуживать аэропорт, но воплотились в жизнь только планы Tigerair. Другие авиакомпании, базирующиеся в Китае и Индонезии, также проявляли интерес.
В марте 2017 года правительство штата Перак объявило, что операторы аэропорта будут модернизировать терминал, чтобы было больше места для пассажиров.
Ожидается, что в следующем году правительство штата Перак улучшит аэропорт и увеличит взлетно-посадочную полосу с 2 до 2,5 километров.

## Статистика
| Место | Пункт назначения | Пассажиропоток (в неделю) | Авиакомпания | Прим. |
| ----- | ---------------- | ------------------------- | ------------ | ----- |
| 1     | Сингапур         | 5                         | TR           |       |

| Место | Пункт назначения    | Пассажиропоток (в неделю) | Авиакомпания | Прим. |
| ----- | ------------------- | ------------------------- | ------------ | ----- |
| 1     | Джохор-Бару, Джохор | 4                         | AK           |       |
| 2     | Лангкави, Кедах     | 3                         | AK           |       |